# Thoracanthoides albispina
Thoracanthoides albispina är en stekelart som beskrevs av Girault 1928. Thoracanthoides albispina ingår i släktet Thoracanthoides och familjen Eucharitidae. Inga underarter finns listade i Catalogue of Life.